# Teodoro Askida
Teodoro Askida o Ascida (... – 558) è stato un vescovo e teologo bizantino, metropolita di Cesarea di Cappadocia (oggi Kayseri).

## Biografia
Vescovo di opinioni origeniste, influente presso la corte imperiale, consigliò Giustiniano ad emettere l'editto di condanna dei Tre Capitoli (543). Il vescovo di Milano Dazio, accompagnatore e consigliere di papa Vigilio a Costantinopoli sottoscrisse, il 14 agosto 551, nella chiesa di San Pietro della capitale imperiale, la sentenza di condanna e di deposizione di Teodoro Askida, vescovo di Cesarea di Cappadocia, che aveva ispirato l'editto imperiale.